# ديرفلا ميرفي
كانت ديرفلا ميرفي (28 نوفمبر 1931 - 22 مايو 2022) راكبة دراجات إيرلنديًة متجولًة ومؤلفًة لكتب رحلات مغامرات, كتبت لأكثر من 50 عامًا.
اشتهرت مورفي بكتابها Full Tilt: من أيرلندا إلى الهند مع دراجة عام 1965, حول رحلة ركوب الدراجات البرية عبر أوروبا وإيران وأفغانستان وباكستان والهند. تابعت ذلك بالعمل التطوعي لمساعدة اللاجئين التبتيين في الهند ونيبال والرحلات مع بغل عبر إثيوبيا. أخذت مورفي استراحة من كتابة السفر بعد ولادة ابنتها, ثم كتبت عن رحلاتها مع راشيل في الهند وباكستان وأمريكا الجنوبية ومدغشقر والكاميرون. كتبت لاحقًا عن رحلاتها الفردية عبر رومانيا وإفريقيا ولاوس ودول يوغوسلافيا السابقة وسيبيريا. في عام 2005, زارت كوبا مع ابنتها وحفيداتها الثلاث.
عادة ما تسافر مورفي بمفردها بدون كماليات وتعتمد على كرم السكان المحليين. كانت في بعض المواقف الخطرة. على سبيل المثال, تعرضت للهجوم من قبل الذئاب في يوغوسلافيا السابقة, وتعرضت للتهديد من قبل الجنود في إثيوبيا, والسطو في سيبيريا. ومع ذلك, وصفت أسوأ حادثة لها وهي التعثر على القطط في المنزل وتحطيم ذراعها اليسرى.

## حياة سابقة

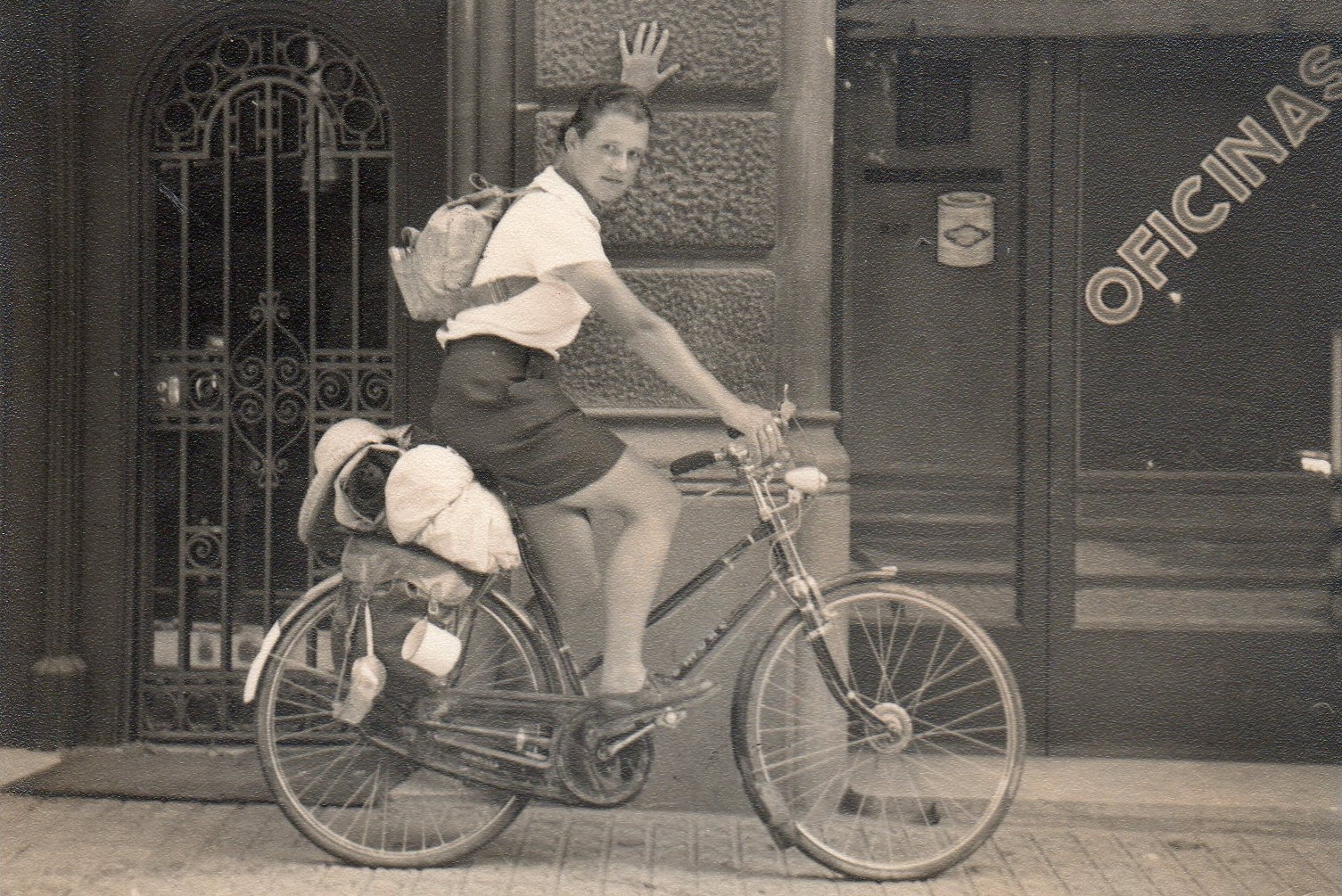
ديرفلا ميرفي برشلونة 1950s

ولدت ديرفلا ميرفي ونشأت في ليسمور, مقاطعة ووترفورد. كان والداها من دبلن وانتقلا إلى ليسمور عندما تم تعيين والدها أمين مكتبة المقاطعة. عندما كانت ميرفي تبلغ من العمر عامًا واحدًا, أصيبت والدتها بالتهاب المفاصل الروماتويدي, والذي عانت منه لبقية حياتها. نصحوا بعدم إنجاب المزيد من الأطفال ونشأت ديرفلا كطفل وحيد. منذ صغرها, خططت مورفي للسفر:
في عيد ميلادي العاشر, أعطاني والداي دراجة مستعملة وأرسل لي بابا [جدها] أطلسًا مستعملًا. لقد كنت بالفعل راكبًا متحمسًا للدراجات, على الرغم من أنني لم أمتلك دراجة من قبل, وبعد عيد ميلادي بفترة وجيزة قررت ركوب الدراجة إلى الهند يومًا ما. لم أنس أبدًا المكان المحدد, على تل شديد الانحدار بالقرب من ليسمور, حيث تم اتخاذ هذا القرار. في منتصف الطريق, نظرت بفخر إلى ساقي, ودفعت الدواسات ببطء, وظهرت الفكرة "إذا واصلت القيام بذلك لفترة طويلة بما يكفي يمكنني الوصول إلى الهند." 
التحقت مورفي بالمدرسة الثانوية في دير أورسولين في وترفورد لكنها غادرت في سن 14 لتعتني بوالدتها المعوقة. خلال فترة البلوغ, قامت بعدد من الرحلات القصيرة (ما بين ثلاثة وستة أسابيع): إلى ويلز وجنوب إنجلترا في عام 1951؛ إلى بلجيكا وألمانيا وفرنسا في عام 1952؛ ورحلتان إلى إسبانيا في عامي 1954 و 1956. نشرت عددًا من مقالات السفر في مجلة Hibernia وصحيفة Irish Independent, لكن كتابها عن السفر باللغة الإسبانية رفضه الناشرون.

توفي عشيق مورفي الأول, جودفري, في الخارج في عام 1958 وأصيب والدها بمرض التهاب الكلية, أحد مضاعفات الإنفلونزا, وتوفي في فبراير 1961. كانت صحة والدتها تتدهور لسنوات عديدة, وتوفيت في أغسطس 1962. حررت وفاة والدتها مورفي من واجباتها المنزلية وسمحت لها بالقيام بالرحلة الطويلة التي خططت لها منذ فترة طويلة:
كانت المصاعب والفقر اللذين عاناهما شبابي بمثابة تدريب مهني جيد لهذا النوع من السفر. لقد نشأت على فهم أنه لا ينبغي أبدًا الخلط بين الممتلكات المادية والراحة الجسدية وبين النجاح والإنجاز والأمن.
نشرت مورفي سيرتها الذاتية عجلات داخل عجلات في عام 1979, واصفة حياتها قبل الرحلة الموصوفة في Full Tilt.

## الأسفار والكتابة

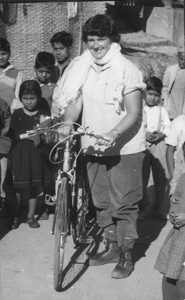
ديرفلا ميرفي مع دراجتها

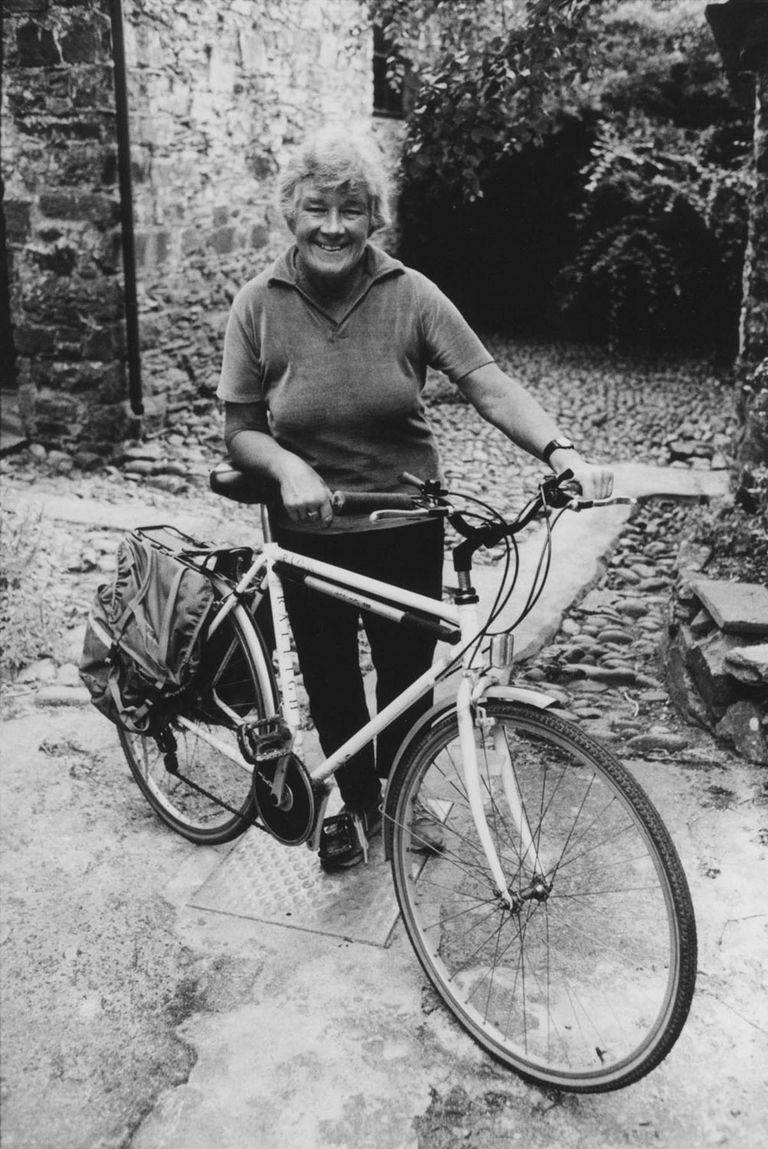
ديرفلا ميرفي بالدراجة عام 1994

### Full Tiltوالكتابات المبكرة الأخرى

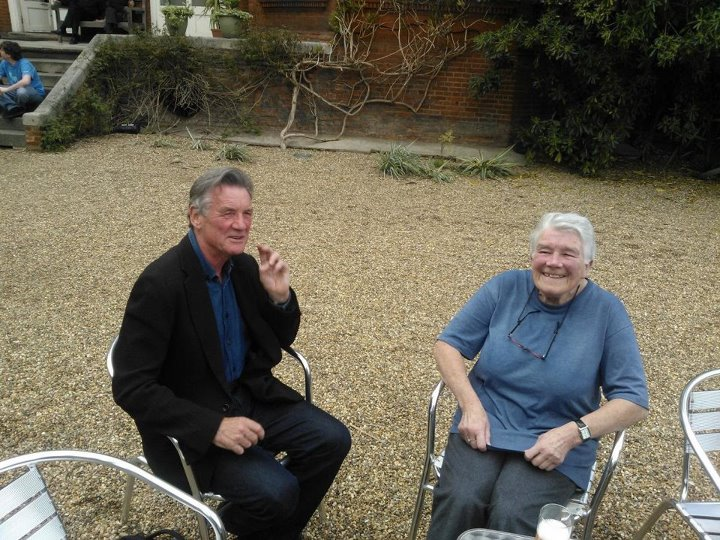
ديرفلا ميرفي ومايكل بالين 2012

في عام 1963, انطلقت مورفي في أول رحلة طويلة بالدراجة, وهي رحلة مدعومة ذاتيًا من أيرلندا إلى الهند. أخذت مسدسًا مع معدات أخرى على متن دراجتها الرجالية Armstrong Cadet (المسماة Rozinante في إشارة إلى حصان دون كيخوتي, والمعروفة دائمًا باسم Roz), مرت عبر أوروبا خلال أحد أسوأ فصول الشتاء منذ سنوات. في يوغوسلافيا, بدأ مورفي في كتابة مجلة بدلاً من الرسائل البريدية. في إيران, استخدمت بندقيتها لتخويف مجموعة من اللصوص, و "استخدمت تكتيكات غير قابلة للطباعة" للهروب من محاولة اغتصاب في مركز للشرطة. أصيبت بأسوأ إصاباتها في رحلتها على متن حافلة في أفغانستان, عندما أصابتها بعقب بندقية وكسرت ثلاثة أضلاع. لكن هذا أخرها لفترة قصيرة. كتبت بتقدير عن المناظر الطبيعية في أفغانستان وشعبها, ووصفت نفسها بـ "الأفغانية" وتدعي أن الأفغاني "رجل حسب قلبي". في باكستان, زارت سوات (حيث كانت ضيفة على الوالي الأخير, ميانجول أورنجزيب) ومنطقة جبل غلغت. أخذتها المحطة الأخيرة من رحلتها عبر منطقة البنجاب وعبر الحدود إلى الهند نحو دلهي. نشر جون موراي مجلتها لاحقًا كأول كتاب لها : Full Tilt: Ireland to India with a Bicycle. لقد أرسلتها إلى جون موراي بناءً على اقتراح من بينيلوبي بيتجمان التي التقت بها في دلهي أثناء رحلتها, على الرغم من تواضعها في البداية للاتصال بمثل هذا الناشر اللامع لكتب السفر ؛ كانت لديها علاقة نشر سعيدة مع جوك موراي (جون موراي السادس) حتى وفاته في عام 1993.
بعد وصولها إلى دلهي, عملت مورفي كمتطوعة لمساعدة اللاجئين التبتيين تحت رعاية منظمة إنقاذ الطفولة. أمضت خمسة أشهر في مخيم للاجئين في دارامسالا يديره Tsering Dolma, شقيقة الدالاي لاما الرابع عشر. ثم دارت عبر وادي كولو, وقضت عيد الميلاد في مالانا. نُشرت مجلاتها من هذه الفترة في كتابها الثاني, موطئ قدم التبت.
عند عودتها إلى أوروبا, شاركت مورفي في حملة لجمع التبرعات لصالح منظمة إنقاذ الطفولة, وفي عام 1965 عملت مع مجموعة أخرى من اللاجئين التبتيين في بوخارا, نيبال (الموصوفة في The Waiting Land).
في عام 1966 قامت مورفي بأول رحلة لها إلى إفريقيا. سافرت إلى إثيوبيا وسارت مع بغل من أسمرة إلى أديس أبابا, وواجهت جنود يحملون كلاشنيكوف في الطريق. تم وصف هذه الرحلة في كتابها الرابع, في إثيوبيا مع بغل.

### سفرها مع راشيل
رافقتها راشيل ابنة مورفي في رحلة إلى الهند في سن الخامسة؛ طاروا إلى بومباي وسافروا إلى غوا وكورج (موصوف في On a Shoestring to Coorg). سافر الثنائي لاحقًا إلى بلتستان (حيث يكون نهر السند شابًا), وبيرو (ثمانية أقدام في جبال الأنديز) ومدغشقر (في مدغشقر). كانت رحلتهم الأخيرة عبر الكاميرون على ظهر حصان, حيث كثيرًا ما أخطأ ديرفلا بزوج راشيل (الكاميرون مع إيجبرت). وتوقعت أن هذا التشويه حدث ليس فقط بسبب جسدها ولكن أيضًا لأن فكرة سفر المرأة بعيدًا بدون رجل كانت غير واردة. لقد جربت طرقًا مختلفة لتصحيح الفهم, وأكثرها نجاحًا هو فك أزرار قميصها. كتبت جوري فينكل في نعيها في الواشنطن بوست: "لقد كان صوتها الأدبي صريحًا ومقنعًا".

كتبت مورفي عن سفرها مع طفل:
يؤكد وجود الطفل على ثقتك في حسن نية المجتمع. ولأن الأطفال لا يولون سوى القليل من الاهتمام للاختلافات العرقية أو الثقافية, فإن الرفقاء الصغار يزيلون بسرعة حواجز الخجل أو التخوف التي تنشأ غالبًا عندما يقترب الأجانب بشكل غير متوقع من قرية نائية.

### تسييس
في عام 1978, كتبت مورفي A Place Apart عن رحلاتها في أيرلندا الشمالية ولقاءاتها مع أعضاء الطوائف الدينية البروتستانتية والكاثوليكية. فازت بجائزة كريستوفر إيوارت بيجز التذكارية لعام 1979. إنها تنسب كتابها لعام 1982 السباق إلى النهاية؟ الرهانات النووية كنقطة تحول دفعتها إلى الكتابة أكثر عن القضايا السياسية. عاشت في عام 1985 لعدة أشهر في برادفورد وبرمنغهام, وتحدثت إلى أعضاء المجتمعات الآسيوية والأفرو-كاريبية والبيض وشهدت مباشرة إحدى أعمال الشغب في هاندسوورث (موصوفة في حكايات من مدينتين). في عام 1992, سافرت على دراجتها من كينيا إلى زيمبابوي, حيث شاهدت تأثير الإيدز؛ عندما وصفت هذه الرحلة في طريق أوكيموي, انتقدت دور المنظمات غير الحكومية في أفريقيا جنوب الصحراء الكبرى. تشمل كتاباتها الأخرى مناقشات حول تداعيات الفصل العنصري ( الجنوب من ليمبوبو ) والإبادة الجماعية في رواندا (زيارة رواندا), وتشريد الشعوب القبلية (قدم واحدة في لاوس), وإعادة إعمار البلقان بعد الحرب (من خلال جمرات الفوضى).
كانت مناهضة للعولمة وناقدة لحلف شمال الأطلسي والبنك الدولي وصندوق النقد الدولي ومنظمة التجارة العالمية. تحدثت ضد الطاقة النووية وتغير المناخ.
ذكرت مورفي أن بعض القراء لا يوافقون على "الأمور السياسية", لكن مجموعة أخرى "أخبرتني أنهم لم يفكروا في هذه الأشياء بهذه الطريقة من قبل ويسعدون أنني كتبت وفكرت أكثر في الجانب السياسي. وجهة نظري هي أن لدي هذه الأشياء التي أريد أن أقولها ولا أهتم حقًا إذا كانت تفسد كتاب سفر خالصًا."

### بابوشكا الأيرلندية
في عام 2002, خططت مورفي البالغة من العمر 71 عامًا للتجول في منطقة أوسوريلاند بشرق روسيا. كسرت ركبتها أثناء وجودها على سكة حديد بايكال أمور الرئيسية, ثم مزقت عضلة في ربلة الساق أثناء تعافيها في بحيرة بايكال, وتغيرت خططها إلى رحلة حول سيبيريا بالقطار والقارب والحافلة, موثقة في عبر سيبيريا بواسطة حادث. عادت إلى سيبيريا وكتبت كتابًا مصاحبًا لها, سيلفرلاند.
في عام 2005, زارت كوبا مع ابنتها وحفيداتها الثلاث, وقامت برحلتين ذهابًا وإيابًا في عامي 2006 و 2007 (وصفت في الجزيرة التي تجرأت). تظهر تجاربها في هافانا أيضًا في مجموعة من حكايات المسافر.
خلال صيف عام 2011, أمضت مورفي شهرًا في قطاع غزة الفلسطيني, حيث التقت بالليبراليين والإسلاميين وأنصار حماس وفتح. وصفت إقامتها في كتاب نُشر عام 2013: شهر على البحر. كتبت عن لقاءات أخرى مع الإسرائيليين والفلسطينيين في كتابها لعام 2015, بين النهر والبحر.

## الحياة الشخصية والاهتمامات
لم تتزوج مورفي قط. في عام 1968 أنجبت طفلتها الوحيدة, راشيل, من مواليد آيرش تايمز الصحفي تيرينس دي فير وايت. وصفت صحيفة صنداي بيزنس بوست قرارها بتنشئة ابنتها وحدها بأنه "خيار شجاع في أيرلندا في الستينيات", على الرغم من أنها قالت إنها شعرت بالأمان من النقد لأنها كانت في الثلاثينيات من عمرها وكانت آمنة ماليًا ومهنيًا. بعد ولادة راشيل, أمضت خمس سنوات كمراجعة للكتب قبل أن تعود إلى كتابة السفر.
عاشت مورفي في ليسمور مع خمسة كلاب وثلاث قطط. كانت راعية لـ Sustrans, وهي مؤسسة خيرية بريطانية للسفر المستدام, ومهرجان Lismore Immrama للكتابة في السفر.
في عام 2009, ظهرت مورفي في برنامج Great Lives لراديو بي بي سي 4, حيث رشح فريا ستارك باعتبارها حياة عظيمة, بدعم من الخبير جون موراي السابع من عائلة النشر.
في أبريل 2022, تحدثت في منزلها إلى مقابلة من فاينانشال تايمز, والتي "تلقت تعليمات من ناشرها بإحضار بعض" الجبن الشيدر الجيد حقًا ". والبيرة." خلال المحادثة, ادعت ميرفي أنه ليس لديها وقت للتفكير في الماضي لأنها تجد الكثير في الأحداث الحالية لتقلق بشأنها, بعد الأخبار على راديو بي بي سي World Service وقناة الجزيرة على جهاز الكمبيوتر الخاص بها لأنها لا ترغب في ذلك. لأنها -في الواقع, لم تمتلك أبدًا- جهاز تلفزيون". وقالت: "هناك الكثير من الكتب التي يجب قراءتها. المشكلة هي أنه في سن التسعين, لا يوجد وقت كافٍ لقراءتها جميعًا ".

### موت
توفيت مورفي في منزلها في ليسمور في 22 مايو 2022, عن عمر يناهز 90 عامًا. نجت ابنتها راشيل وبناتها الثلاث. قالت رئيسة أيرلندا, مايكل دي هيغينز, "إن مساهمتها في الكتابة, وكتابة السفر على وجه الخصوص, لها التزام فريد بقيمة التجربة الإنسانية في كل تنوعها."

## تعرُّف
في عام 2019, حصلت على أول جائزة ملهمة لراكبي الدراجات من قبل مجموعة المناصرة I BIKE Dublin ومقرها دبلن. وفي العام نفسه, حصلت على جائزة نيس من الجمعية الجغرافية الملكية "لنشر الجغرافيا من خلال أدب الرحلات".

## أنظر أيضا
- جولة بالدراجة

## روابط خارجية
- موقع ديرفلا مورفي
- FullTilting - معلومات ديرفلا مورفي